# ナット・ピアース
ナット・ピアース（Nat Pierce、1925年7月16日 - 1992年6月10日）は、アメリカのジャズ・ピアニスト、多作の作曲家、編曲家であり、おそらく1951年から1955年までウディ・ハーマン・バンドのピアニストおよび編曲家として活動したことで知られている。ピアースの作品は主にビッグバンドで使用するために作成された。

## 略歴
ピアースはアメリカ合衆国マサチューセッツ州サマービルで生まれた。ニューイングランド音楽院で教育を受け、ボストン地域でアマチュア音楽家として活動した後、ピアースは1949年から1951年までチャーリー・マリアーノをフィーチャーした自身のバンドを率いた。1951年から1966年までウディ・ハーマンとともにチーフ・アレンジャーおよびアシスタント・ロード・マネージャーとして働いた後、 ピアースはニューヨークに居住し、ピー・ウィー・ラッセル、レスター・ヤング、エメット・ベリー、ルビー・ブラフなどのミュージシャンたちとフリーランスで活動した。
1957年から1959年にかけて、ピアースはバック・クレイトン、ガス・ジョンソン、ポール・クイニシェットをフィーチャーしたバンドを断続的に率いた。また、クインシー・ジョーンズ、コールマン・ホーキンス、ピー・ウィー・ラッセルなど、他の多くの有名なミュージシャンたちともレコーディングを行った。ピアースは、ベイシー・スタイルでピアノを演奏する能力によって注目され、ベイシーのサイドマンの多くのリリースに参加した。ピアースはまた、ジョン・クロスビーが司会を務めた1954年のCBSテレビ特別番組『The Sound of Jazz』の音楽も編曲している。1975年には、フランク・キャップとともにキャップ/ピアース・ジャガーノートというバンドを結成し、1990年代まで演奏を続けた。
ピアースは、カリフォルニア州ロサンゼルスにて腹部感染症による合併症で亡くなった。

## ディスコグラフィ

### リーダー・アルバム
- Nat Pierce And The Herdsmen Featuring Dick Collins (1954年、Fantasy) ※ナット・ピアース・アンド・ザ・ハーズメン・フィーチャリング・ディック・コリンズ名義
- Jazz Romp (1955年、Keynote) ※ナット・ピアースズ・ジャズメン名義
- 『カンサス・シティ・メモリーズ』 - Kansas City Memories (1957年、Coral[4])[5] ※ナット・ピアース・アンド・ヒズ・オーケストラ名義
- 『チェンバー・ミュージック・フォー・モダンズ』 - Chamber Music For Moderns (1957年、Coral) ※ナット・ピアース・クインテット・フィーチャリング・アンソニー・オルテガ名義
- The Nat Pierce Orchestra – Big Band At The Savoy (1958年、RCA)[6] ※ナット・ピアース・アンド・ヒズ・オーケストラ名義
- 5400 North (1979年、Hep) ※ナット・ピアース・クインテット・フィーチャリング・メリー・アン・マッコール名義
- My Pal Basie (1994年、Jazz Connaisseur)

### ジャガーノート（フランク・キャップ&ナット・ピアース）
- 『フランク・キャップ&ナット・ピアース・オーケストラ』 - Juggernaut (1976年、Concord Jazz)
- Live at the Century Plaza (1978年、Concord Jazz) ※with ジョー・ウィリアムス
- Juggernaut Strikes Again! (1982年、Concord Jazz) ※with アーニー・アンドリュース
- 『ライヴ・アット・アレイ・キャット』 - Live at the Alley Cat (1987年、Concord Jazz) ※with アーネスティン・アンダーソン

### 参加アルバム
ルイ・ベルソン
- Drummer's Holiday (1958年、Verve)
- 『ルイ・ベルソン・ビッグ・バンド』 - The Louis Bellson Explosion (1975年、Pablo)

ルビー・ブラフ
- 『アット・ニューポート'57』 - The Ruby Braff Octet with Pee Wee Russell & Bobby Henderson at Newport (1957年、Verve)

ベニー・カーター
- 『ベニー・カーター・ジャズ・オールスターズ・ライヴ・イン・ジャパン』 - 'Live and Well in Japan! (1978年、Pablo Live)

アンリ菅野
- 『ラヴ・スケッチ』 - Love Sketch (1982年、Concord Jazz)

アル・コーン
- 『ザ・ナチュラル・セブン』 - The Natural Seven (1955年、RCA Victor)

フレディ・グリーン
- 『ミスター・リズム』 - Mr. Rhythm (1955年、RCA Victor)

コールマン・ホーキンス
- 『コールマン・ホーキンス・ミーツ・ザ・ビッグ・サックス・セクション』 - The Saxophone Section (1958年、World Wide)
- 『ジャズ・リユニオン』 - Jazz Reunion (1961年、Candid) ※with ピー・ウィー・ラッセル

ジョニー・ホッジス
- 『トリプル・プレイ』 - Triple Play (1967年、RCA Victor)

ジョー・ニューマン
- 『オール・アイ・ウォナ・ドゥ・イズ・スイング』 - All I Wanna Do Is Swing (1955年、RCA Victor)
- 『サルート・トゥ・サッチ』 - Salute to Satch (1956年、RCA Victor)
- 『カウンティング・ファイブ・イン・スウェーデン』 - Counting Five in Sweden (1958年、Metronome)

スペックス・パウエル
- 『ムーヴィン・イン』 - Movin' In (1957年、Roulette)

ポール・クイニシェット
- 『フォー・ベイシー』 - For Basie (1957年、Prestige)
- 『ベイシー・リユニオン』 - Basie Reunion (1958年、Prestige)
- 『ライク・ベイシー』 - Like Basie! (1959年、United Artists)

バディ・テイト
- 『バディ・テイト・ミーツ・ダラー・ブラント』 - Unbroken (1970年、MPS)

エディー・ヴィンソン
- 『クリーンヘッズ・バック・イン・タウン』 - Clean Head's Back in Town (1957年、Bethlehem)

### 編曲アルバム
カウント・ベイシー
- 『ダンス・セッション アルバム#2』 - Dance Session Album #2 (1954年、Clef)
- 『ザ・カウント』 - The Count! (1955年、Clef) ※1952年録音

ボブ・ブルックマイヤー
- Kansas City Revisited (1958年、United Artists)

ウディ・ハーマン
- Woody Herman–1963 (1963年、Philips)

クインシー・ジョーンズ
- 『バンドの誕生』 - The Birth of a Band! (1959年、Mercury)